# Tumbaíto
Francisco Rubén Salgado Tornero (Antofagasta, 17 de noviembre de 1931-Santiago, 3 de agosto de 1995), conocido artísticamente como Tumbaíto, fue un cantante de cueca chileno. Uno de los cantantes de cueca más conocidos en Chile durante las décadas de 1960 y 1970.

## Biografía
Nació en Antofagasta y fue el menor de cinco hermanos. La familia muy pronto se trasladó a vivir a Santiago y Rubén abandonó su hogar cerca de los nueve años para unirse a un circo que lo llevó hasta Valparaíso. En esta ciudad realizó el Servicio Militar, en la Armada, donde también se inició en el boxeo.
Grabó más de 120 cuecas en ocho discos de larga duración, con los sellos RCA Victor, EMI Odeon y Philips.
Escribió canciones para temáticas tan diversas como los oficios, el futbol, el amor y la política, entre ellas descascan "Recordando el Mundial", "Unidad Popular", "Palestino a la copa" y “El socialismo es bonito”.
En 1980, en una entrevista con El Mercurio, Salgado pensaba que la cueca había sido precarizada y tomada en desmedro de los cantantes populares.
Falleció en la Posta Central de Santiago en 1995, a causa de una neumonía.

## Discografía
- Tumbaíto y los caballeros, Por un puñado de cuecas. RCA Victor, 1968.[7]
- Tumbaíto y Los de la Hacienda, Cuecas de salón para los cabros (con picardía). RCA Victor, 1969.[8]
- Tumbaíto y su barra, El clásico de las cuecas. RCA Victor, 1970.[9]
- Tumbaíto, Se pasó Tumbaíto. RCA Victor, 1971.[10][5]
- Tumbaíto, Campeón de las cuecas. RCA Victor, 1972.[11]
- Tumbaíto, Las cuecas choras de Tumbaíto. EMI Odeon, 1976.[12]
- Tumbaíto y su conjunto, Cuecas con vino, chicha y chancho. EMI Odeon, 1977.[13]
- Tumbaíto, Cuecas pa'todos. Philips, 1979.[14]